# Lijst van voetbalinterlands Amerikaans-Samoa - Salomonseilanden (vrouwen)
Deze lijst van voetbalinterlands is een overzicht van alle officiële voetbalinterlands tussen de nationale vrouwenteams van Amerikaans-Samoa en Salomonseilanden. De landen hebben tot nu toe vier keer tegen elkaar gespeeld.

## Wedstrijden
| № | Plaats  | Datum            | Competitie                                | Wedstrijd                           | Uitslag |
| - | ------- | ---------------- | ----------------------------------------- | ----------------------------------- | ------- |
| 1 | Apia    | 1 september 2007 | Olympische Spelen 2008 kwalificatie       | Salomonseilanden − Amerikaans-Samoa | 3 − 0   |
| 2 | Nouméa  | 2 september 2011 | Vriendschappelijk                         | Amerikaans-Samoa − Salomonseilanden | 0 − 4   |
| 3 | Lautoka | 24 augustus 2018 | Oceanisch kampioenschap 2018 kwalificatie | Amerikaans-Samoa − Salomonseilanden | 0 − 2   |
| 4 | Apia    | 10 februari 2024 | Olympische Spelen 2024 kwalificatie       | Salomonseilanden − Amerikaans-Samoa | 7 − 1   |

## Samenvatting
| Competitie                           | Totaal gespeeld | Winst Amerikaans-Samoa | Gelijk | Winst Salomonseilanden | Doelsaldo Amerikaans-Samoa – Salomonseilanden |
| ------------------------------------ | --------------- | ---------------------- | ------ | ---------------------- | --------------------------------------------- |
| Olympische Spelen kwalificatie       | 2               | 0                      | 0      | 2                      | 1 − 10                                        |
| Oceanisch kampioenschap kwalificatie | 1               | 0                      | 0      | 1                      | 0 − 2                                         |
| Vriendschappelijk                    | 1               | 0                      | 0      | 1                      | 0 − 4                                         |
| Totaal                               | 4               | 0                      | 0      | 4                      | 1 − 16                                        |